# Turlough O'Carolan

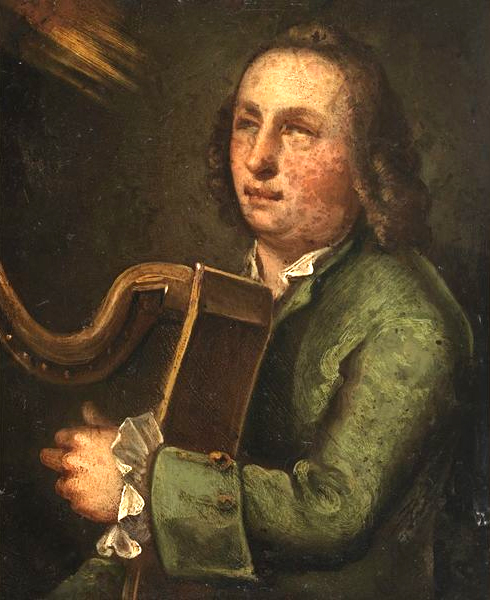
De blinde harpist O'Carolan

Turlough O'Carolan, of Toirdhealbhach Ó Cearbhalláin (County Meath, 1670 - ?, 25 maart 1738) was een Iers componist ten tijde van de opkomende Barok in Ierland. Al zijn werk bevat harppartituren, die vaak slechts voor dit ene instrument zijn overgeleverd. Het betreft veelal liederen, waarvan er één in het Engels is geschreven.
Carolan staat in Ierland bekend als een groot nationaal kunstenaar. Hij stamde uit een oeroude traditie van Keltische harpmuziek en accumuleerde moderne barokvormen in zijn hoogst persoonlijke, originele melodieën. Vele van zijn liederen zijn opgedragen aan zijn persoonlijke beschermheren en -vrouwen uit de clans die toentertijd nog over het land heersten; Carolan was een rondtrekkend harpist, zoals er vele waren. Een aantal van zijn liederen handelen echter over whiskey.
Bekende werken zijn Sídh Beag agus Sídh Mór, Planxty Irwin, Fanny Poer, A h-uiscí chroidhe na n-anamann, Brighid Crúis en zijn — volgens de overlevering op zijn sterfbed gecomponeerde — Carolans afscheid van de muziek. Het meest wordt hij echter herinnerd om het zogenaamde Concerto van Carolan (soms Mrs Poer genoemd), en er deed een verhaal de ronde dat Carolan met dit werk een weddenschap tegen Francesco Geminiani zou hebben gewonnen. Er is evenwel geen enkel bewijs dat de twee elkaar ooit hebben ontmoet.
Turlough O'Carolan kreeg op zijn achttiende pokken en was voor de rest van zijn leven blind.
- Bibsys: 8011839
- Biblioteca Nacional de España: XX1533957
- Bibliothèque nationale de France: cb139742979 (data)
- CiNii: DA09848512
- Gemeinsame Normdatei: 102551294
- International Standard Name Identifier: 0000 0000 8077 8904
- Library of Congress Control Number: n85297763
- MusicBrainz: 10e81502-93fd-47c7-8c4b-e711e21934aa
- Bibliotheek van het Japanse parlement: 01128942
- Nationale Bibliotheek van Tsjechië: xx0001044
- Nationale bibliotheek van Australië: 35370649
- Nationale Bibliotheek van Israël: 987007276913305171
- Nederlandse Thesaurus van Auteursnamen: 069224048
- Réseau des bibliothèques de Suisse occidentale: 02-A016252225
- Istituto Centrale per il Catalogo Unico: DDSV047566
- LIBRIS: 214075
- SNAC: w6j139ft
- Système universitaire de documentation: 082023638
- Trove: 928868
- Virtual International Authority File: 76508266
- WorldCat: E39PBJfmhYBxbT7VY88vT8TPwC